# ویکی دوستدار زمین
ویکی دوستدار زمین (انگلیسی: Wiki Loves Earth) یک مسابقه عکاسی بین‌المللی سالانه است که در ماه مه در سراسر جهان توسط اجتماع ویکی‌پدیا و با کمک ویکی‌مدیاهای محلی برگزار می‌شود.

## برندگان
در زیر فهرستی از برندگان جایزه رتبه اول بین‌المللی مسابقه ویکی دوستدار زمین آمده‌است:
| عکس | سال  | عکاس                | کشور    |
| --- | ---- | ------------------- | ------- |
|     | ۲۰۱۳ | Krasnickaja Katya   | اوکراین |
|     | ۲۰۱۴ | Balkhovitin         | اوکراین |
|     | ۲۰۱۵ | Zaeem Siddiq        | پاکستان |
|     | ۲۰۱۶ | Cedomir Zarkovic    | صربستان |
|     | ۲۰۱۷ | Sergey Pesterev     | روسیه   |
|     | ۲۰۱۸ | Ekaterina Vasyagina | روسیه   |

## آمار
| سال  | کشورها | بارگذاری‌ها | شرکت‌کنندگان |
| ---- | ------ | ---------- | ----------- |
| ۲۰۱۳ | ۱      | ۹٬۶۹۵      | ۳۴۶         |
| ۲۰۱۴ | ۱۴     | ۶۲٬۵۴۱     | ۲٬۸۸۹       |
| ۲۰۱۵ | ۲۵     | ۱۰۴٬۲۰۱    | ۸٬۸۳۷       |
| ۲۰۱۶ | ۲۴     | ۱۰۹٬۹۳۶    | ۱۳٬۱۸۷      |
| ۲۰۱۷ | ۳۶     | ۱۳۰٬۴۸۲    | ۱۵٬۰۷۴      |
| ۲۰۱۸ | ۳۲     | ۸۹٬۶۸۳     | ۷٬۶۴۵       |